# Кримінально-процесуальний кодекс України
Криміна́льно-процесуа́льний ко́декс Украї́ни 1960 року — це законодавчий акт, що регулював порядок провадження у кримінальних справах, а саме на досудовому слідстві та в суді. Був прийнятий 28 грудня 1960 року, чинний з 1 квітня 1961 по 20 листопада 2012 р. В цей час він багаторазово змінювався, доповнювався, редагувався. 
З 20 листопада 2012 р. в дію вступив новий Кримінальний процесуальний кодекс України 2012 року, який є нині чинним.

## Структура
КПК України складається з 9 розділів та 39 глав, 485 статей. 

## Розділ перший. Загальні положення
- Глава 1. Основні положення (статті 1 – 32)
- Глава 2. Підсудність (статті 33 – 42)
- Глава 3. Учасники процесу, їх права та обов’язки (статті 43 – 532)
- Глава 4. Обставини, що виключають можливість участі в кримінальному судочинстві (статті 54 – 63)
- Глава 5. Докази (статті 64 – 83)
- Глава 6. Протоколи (статті 84 – 882)
- Глава 7. Строки і судові витрати  (статті 89 – 932)

## Розділ другий. Порушення кримінальної справи,дізнанняі досудове слідство
- Глава 8. Порушення кримінальної справи (статті 94 – 100)
- Глава 9. Органи дізнання і досудового слідства (статті 101 – 102)
- Глава 10. Дізнання (статті 103 – 110)
- Глава 11. Основні положення досудового слідства
- Глава 12. Пред’явлення обвинувачення і допит обвинуваченого
- Глава 13. Запобіжні заходи
- Глава 14. Допит свідка і потерпілого
- Глава 15. Очна ставка і перед явлення для впізнання
- Глава 16. Обшук і виїмка
- Глава 17. Огляд, освідування, відтворення обстановки і обставин події
- Глава 18. Проведення експертизи
- Глава 19. Зупинення досудового слідства

Глава 20. Закінчення досудового слідства 
- Глава 21. Нагляд прокурора за виконанням законів органами дізнання і досудового слідства
- Глава 22. Оскарження дій слідчого і прокурора

## Розділ третій. Провадження справ усуді першої інстанції
- Глава 23. Попередній розгляд справи суддею
- Глава 24. Загальні положення судового розгляду
- Глава 25. Підготовча частина судового засідання
- Глава 26. Судове слідство
- Глава 27. Судові дебати і останнє слово підсудного
- Глава 28. Постановлення вироку

## Розділ четвертий. Провадження по перевірці вироків, постанов іухвал суду
- Глава 29. Подача апеляцій
- Глава 30. Розгляд справи за апеляцією
- Глава 31. Касаційне провадження
- Глава 32. Перегляд судових рішень за нововиявленими обставинами
- Глава 32-1. Перегляд судових рішень Верховним Судом України

## Розділ п’ятий. Виконання вироку, ухвали і постанови суду
- Глава 33. Виконання вироку, ухвали і постанови суду

## Розділ шостий. Застосування примусових заходів медичного характеру
- Глава 34. Застосування примусових заходів медичного характеру

## Розділ сьомий. Протокольна форма досудової підготовки матеріалів
- Глава 35 Протокольна форма досудової підготовки матеріалів

## Розділ восьмий. Провадження в справах про злочини неповнолітніх
- Глава 36. Особливості провадження в справах про злочини неповнолітніх

## Розділ дев’ятий. Міжнародне співробітництво у кримінальних справах
- Глава 37. Видача особи (екстрадиція) (статті 450 – 470)
- Глава 38. Міжнародна правова допомога у кримінальних справах (статті 471 – 480)
- Глава 39. Перейняття кримінального переслідування  (статті 481 – 485)

## Призначення та завдання Кримінально-процесуального кодексу України
Відповідно до статей 1 та 2 КПК України, призначенням кодексу є визначення порядку провадження у кримінальних справах. Завданням кримінального судочинства є охорона прав та інтересів юридичних та фізичних осіб-учасників справи, повне розкриття злочинів, викриття винних та забезпечення того, щоб були покарані саме винні, і ніхто інший, і щоб винні отримали належне покарання.

## Припинення чинності Кримінально-процесуального кодексу України
З 20 листопада 2012 року Криміна́льно-процесуа́льний ко́декс Украї́ни від 28 грудня 1960 року втратив чинність на підставі Кримінального процесуального кодексу України від 13 квітня 2012 р. ( Голос України. - 2012.- 19 травня. - №№ 90-91. ([недоступне посилання з липня 2019]).